# Microleptes belokobylskii
Microleptes belokobylskii là một loài tò vò trong họ Ichneumonidae.